# Peñamellera Alta
Peñamellera Alta – gmina w Hiszpanii, w prowincji Asturia, w Asturii, o powierzchni 92,19 km². W 2011 roku gmina liczyła 598 mieszkańców.